# Chemin de fer Besançon - Pontarlier
Le chemin de fer Besançon - Pontarlier est une ancienne ligne de chemin de fer secondaire de la Compagnie des chemins de fer du Doubs.

## Histoire
Ouverture de la section Besançon - Amathay-Vesigneux (47,2 km) le 1er septembre 1910. La ligne partait initialement de la gare Saint-Paul près du pont de la République et d'un arrêt du tramway, et gagnait 900 m plus loin la gare de Rivotte avant de passer en tunnel sous la citadelle pour atteindre le faubourg de Tarragnoz et se diriger sur Larnod via Beure et la côte du Comice qui lui permettait d'atteindre le premier plateau puis sa destination finale après avoir traversé la vallée de la Loue à Cléron.
La compagnie construit ensuite deux lignes concédées initialement à la compagnie Pontarlier - Mouthe (PM) qui permirent d'établir la liaison entre Besançon et Pontarlier :
- Amathay-Vésigneux - Entreportes (19 km), ouverture en 1930 avec le percement du tunnel des Essarts sur la commune d'Amathay-Vésigneux.
- Levier - Entreportes - Pontarlier (23 km), ouverture en 1930.

La section entre Besançon et Amathay-Vésigneux fonctionnera jusqu'en septembre 1951. Celle entre Amathay-Vésigneux et Pontarlier restera en service jusqu'en juillet 1953.

## Infrastructure

### Gares
Les gares et haltes de cette ligne étaient : Besançon Saint-Paul, Besançon-Rivotte, Besançon-Tarragnoz, Besançon-Velotte, Beure, Busy-Larnod, Pugey, Montrond-le-Château, Épeugney, Cademène, Scey-en-Varais, Cléron, Amondans, Fertans, Amancey, Bolandoz, Reugney, Amathay-Vésigneux, Granges-Maillot, Évillers, Goux-les-Usiers, Bians-les-Usiers, Bians-Sombacour, Sombacour, Entreportes, Chaffois, Houtaud et Pontarlier.
Douze de ces gares, désaffectées ou transformées en habitations ou bureaux, sont encore visibles : Larnod, Montrond, Épeugney, Cléron, Bolandoz, Reugney, Amathay, Évillers, Goux-les-Usiers, Sombacour, Entreportes et Chaffois.

### Principaux ouvrages d'art
- le tunnel de Tarragnoz sous la Citadelle à Besançon, long de 464 m[8]. Les entrées de ce tunnel désaffecté sont aujourd'hui  murées.
- deux viaducs sur la commune de Cléron : un de 4 arches sur la Loue et un de 6 arches sur le ruisseau de Norvaux.
- le tunnel des Essarts sur la commune d'Amathay-Vésigneux, long de 198 m[9]. Le lieu a été aménagé, en 1975, en cave d'affinage du Comté par la fromagerie Badoz de Pontarlier.

### Galerie

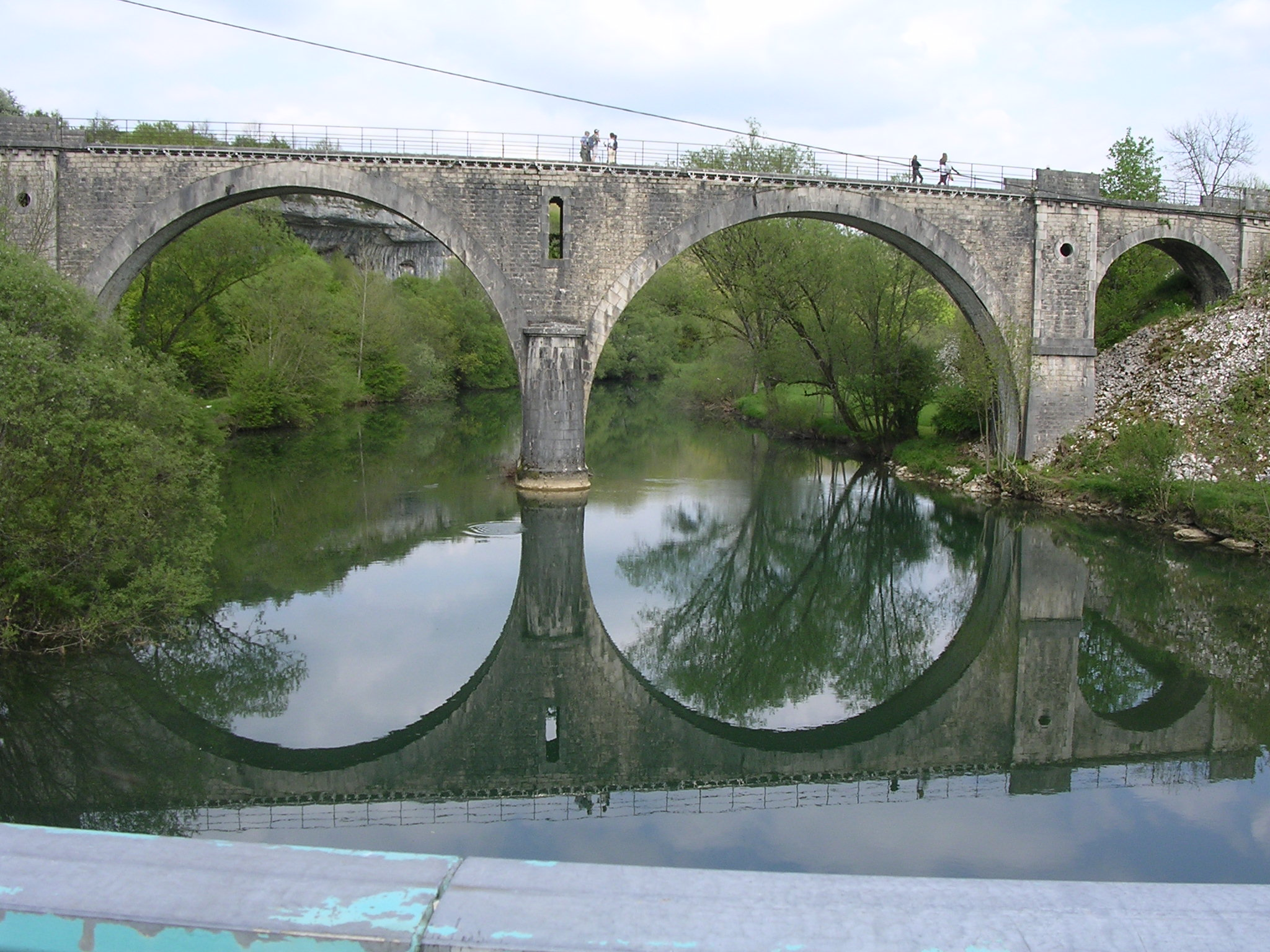
Viaduc de Cléron sur la Loue.
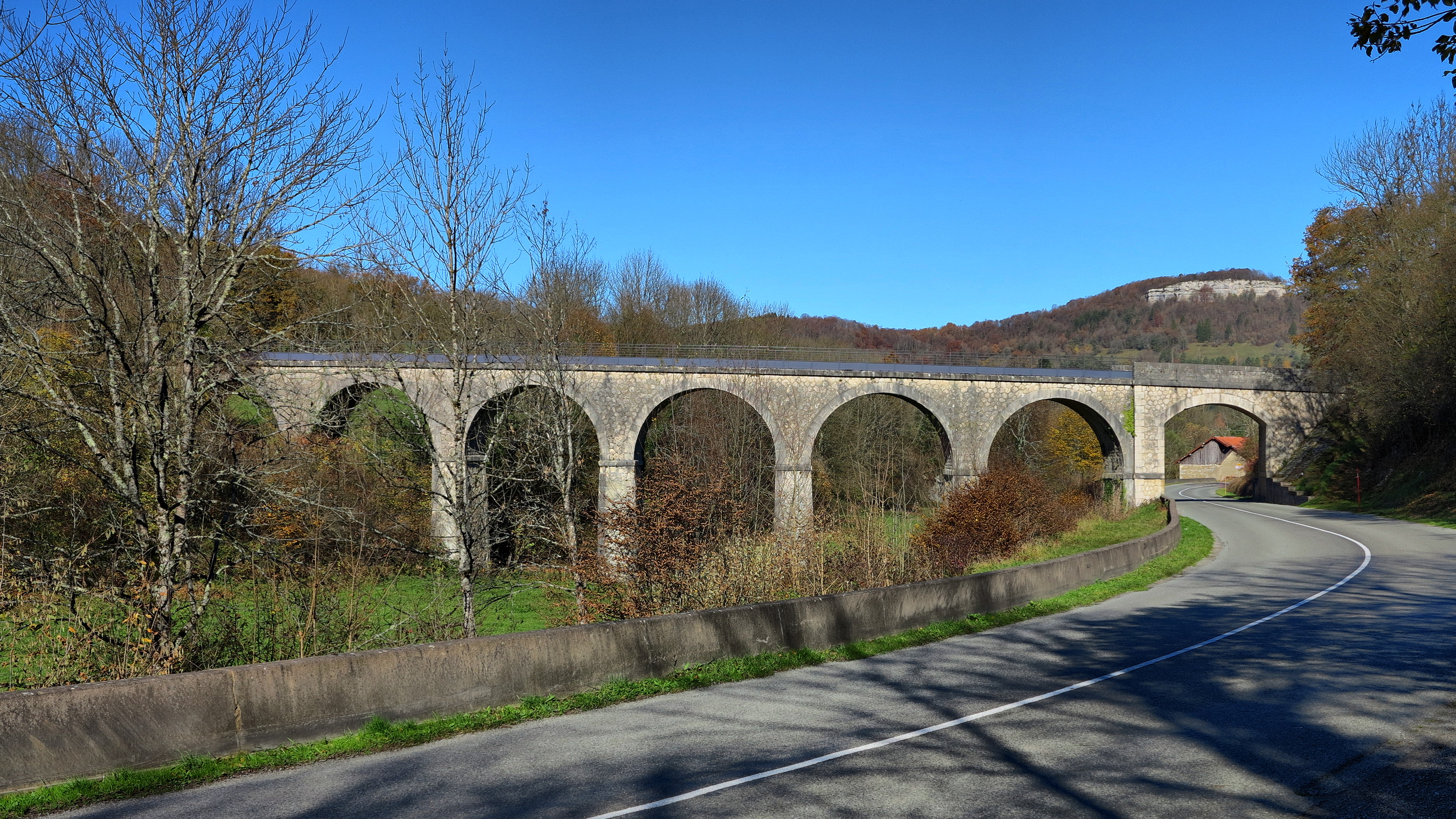
Viaduc de Cléron sur la vallée de Norvaux.
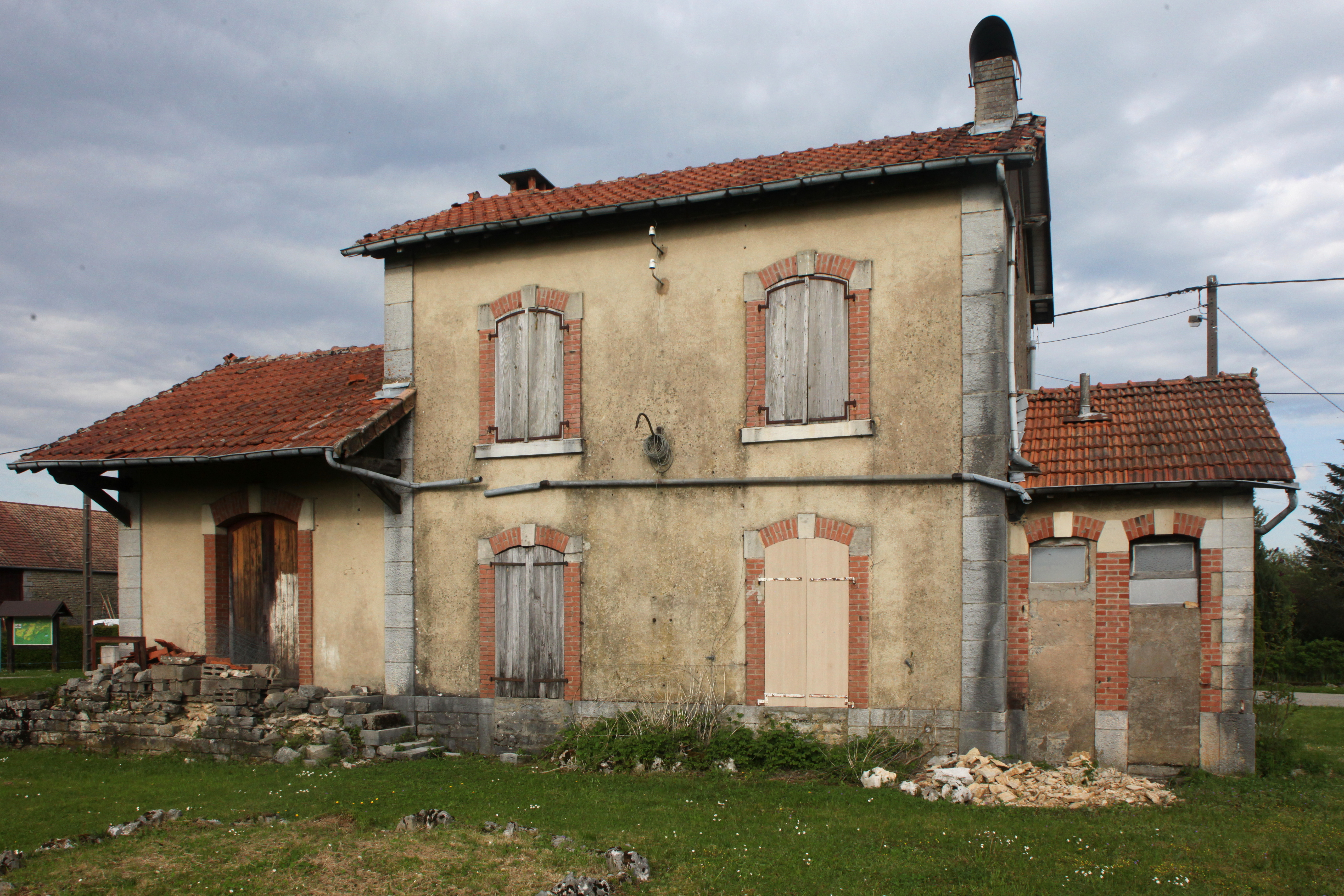
Ancienne gare de Montrond-le-Château.